# おかいものひろば サンリットプラザ
おかいものひろば サンリットプラザ（以下サンリットプラザ）とは、かつて大阪府柏原市にあった大阪府公認の市場。
1976年（昭和51年）11月12日、柏原市国分地区にオープンした。略称は「サンリット」。

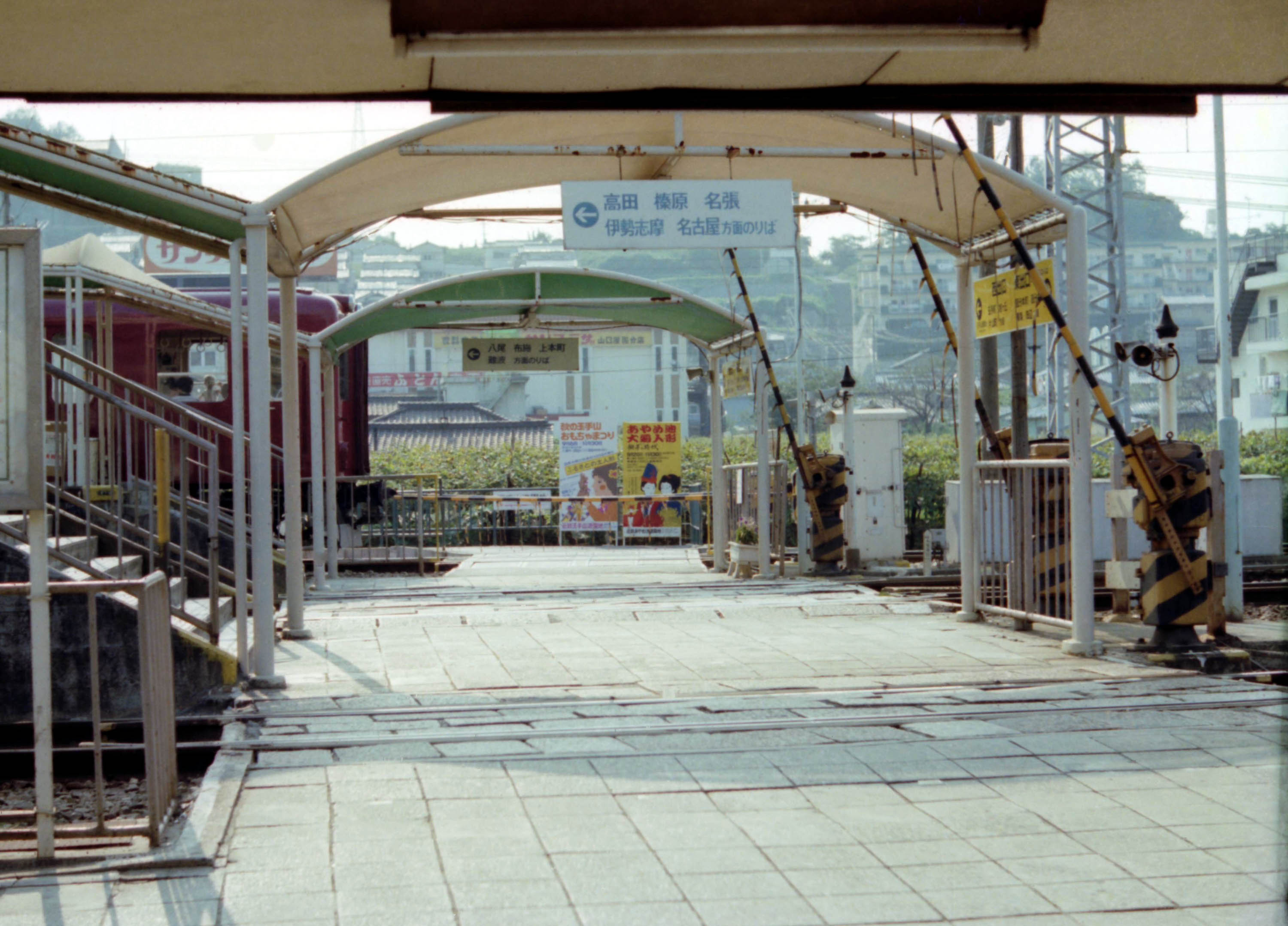
奥に見えている建物がサンリットプラザ（河内国分駅から:1980年（昭和55年）8月頃）

## 概要・全盛期
従前よりあった、Kマート（後に閉店）・シャンベル（現・シャンベルコートはやし）・ラッキー（後に閉店）・三和市場（後に廃業）に続く新たな商業施設として、周辺地域の住民に重宝がられた。
1982年（昭和57年）10月1日、近鉄大阪線河内国分駅再開発事業に伴い最大のライバルとなるジョイフル国分（ライフ国分店を核とするショッピングビル）がオープンすると、一時期の人気にやや陰りも見え出したが、「ガラガラセール」・「スピードくじ」、セスナ機を用いた「街宣」、軽妙洒脱な「店内放送」、2000円で3000円分の「商品券」、買い求める客による長蛇の列が名物となった「1パック100円玉子」の発売など、卓越したアイデアと消費者に対してのユニークなサービス精神により危機を乗り越えてきた。
また平成期には、空きテナントが目立っていた二階部分に大手家電量販店の和光デンキが入居し、ショッピングゾーンとして不動の地位を築く。

## 末期 - その後
しかし、近隣地域に郊外型の大型ショッピングセンターが開業。建物の老朽化もあって、旧来の業態で運営され続けていたサンリットプラザは時代に取り残されていく。収益の中心である一階部分の店舗が次々と撤退するようになってきたことから、1998年（平成10年）、閉鎖した。
閉鎖後に建物は解体され、跡地にはマンションを建設。再び和光デンキがテナントとして入居するも、2003年（平成15年）4月、同社が倒産したために撤退。これにより、サンリットプラザ時代からあった店舗は全てなくなった。その後はザ・ダイソーがテナントとして入居している。
なお、撤退したテナントは名称変更したものも含め、その多くが近隣の様々な場所において現在も営業を続けている。

## サンリットプラザにあった店舗一覧
- とり良※
- 黒潮食品※
- ノトヤ
- ミートショップタロー※
- かね一
- 南紀※（堺市に移転）
- 高安生花店
- 丸重菓子店（チェーン店）
- 増田果物※
- すみれつーわん※
- 田辺食品
- 芽芽
- スーパーフルカワ
- 大蔵青物
- ウォルドン
- 成平寿司※
- リビング居村
- まるま精肉店
- まるま天ぷら店
- 昆布小倉屋（チェーン店）
- 豆腐鹿島屋
- クリーニングニチエー（チェーン店）
- ふとんの赤玉屋※
- マスダ薬品店
- メガネの和光
- 菊野雑穀店
- 青果太丸
- つけものかただ
- 日正ハウジング
- 岸田手芸店※
- 小倉玉栄堂※
- 和光デンキ
- 漬物川崎商店
- やまかつ青物店
- スワン※
- シューズタナカ※（富田林市に移転、I・I・KOOKに名称変更）
- サン
- 福お好み焼店※
- 堀元果物店※